# Ranica
Ranica är en ort och kommun i provinsen Bergamo i regionen Lombardiet i Italien. Kommunen hade 5 956 invånare (2018).